# Liesje Schreinemacher
Liesje Schreinemacher (ur. 13 maja 1983 w Rotterdamie) – holenderska polityk i prawniczka, posłanka do Parlamentu Europejskiego IX kadencji, w latach 2022–2023 i w 2024 minister.

## Życiorys
Ukończyła studia pierwszego i drugiego stopnia z zakresu nauk o komunikacji na Uniwersytecie Amsterdamskim. Na tej samej uczelni odbyła studia licencjackie z zakresu prawa. Magisterium w tej dziedzinie uzyskała na Uniwersytecie w Lejdzie. Działaczka Partii Ludowej na rzecz Wolności i Demokracji. W latach 2009–2012 pracowała w Tweede Kamer, następnie przez cztery lata na stanowisku doradcy politycznego w ministerstwie obrony. W 2016 podjęła praktykę w zawodzie adwokata, specjalizując się w prawie budowlanym i prawie zamówień publicznych.
W wyborach w 2019 z ramienia VVD została wybrana do Europarlamentu IX kadencji.
W styczniu 2022 w czwartym gabinecie Marka Ruttego objęła stanowisko ministra bez teki ds. handlu zagranicznego i współpracy rozwojowej. Z rządu odeszła w grudniu 2023 w związku z urlopem macierzyńskim. Powróciła na uprzednio zajmowane stanowisko rządowe w kwietniu 2024, zajmując je do lipca tego samego roku.